# Cubilot
Un cubilot en metal·lúrgia és un forn rotund utilitzat en foneries que té per objecte
passar el ferro brut de l'estat sòlid a l'estat líquid i fer-lo apte per a la colada. És més petit que un alt forn i no funciona en continu. A més del procediment tradicional, existeixen també forns elèctrics a inducció, que són menys pol·luents, però energèticament menys eficaços que els cubilots.

## Esquema d'un cubilot
1. Sistema de neteja de la fum i recuperació de calor
2. Xemeneia, antiga molt alta, per dispersar la pol·lució, des de la instal·lació de sistemes de neteja, més curta
3. Boca, on es carrega el metal i el combustible
4. Càrrega: amb vagonetes
5. Regatge: amb aigua per refredar la part exterior i evitar que es fongui, sobretot quan la folradura de material refractari s'ha fet malbé
6. Folradura de maons refractaris fixada amb tàpia.
7. Columna en xapa al tungstè
8. Càrrega de metal o ferralla
9. Càrrega de carbó de coc i castina
10. Alimentació d'aire
11. Ventalló de control
12. Toveres per injectar aire i activar la combustió
13. Escòria la brutícia del dipòsit que es forma per sobre de la capa de ferro líquid.
14. Forat de colada, que s'obre per colar la fosa cap al forn de manteniment
15. Canal de colada, damunt del forn de manteniment
16. Solera
17. Forat per evacuar l'escòria abans de procedir a la colada
18. Gresol amb fosa i coc
19. Porta d'encesa
20. Canal per recuperar l'aigua de refredament
21. Recipient d'escòria i residus
22. Portes de desenfornament, per netejar el cubilot fred o per reemplaçar la folradura refractària

Temperatures
- (A) al gresol de fosa líquida: 1400 à 1500°,
- (B) damunt les toveres: 1600 à 1700°,
- (C) a la boca:700 à 800°.